# Amphelictogon rex
Amphelictogon rex är en mångfotingart som beskrevs av Loomis 1941. Amphelictogon rex ingår i släktet Amphelictogon och familjen Chelodesmidae. Inga underarter finns listade i Catalogue of Life.